# Karl von Hornhardt
Karl August Friedrich Hornhardt, seit 1890 von Hornhardt (* 30. April 1872 in Soest; † 17. Februar 1958 in Schieder) war ein deutscher Konteradmiral der Reichsmarine.

## Leben

### Herkunft
Karl war ein Sohn des am 14. Mai 1890 in den erblichen preußischen Adelsstand erhobenen Generalleutnants Alexander von Hornhardt (1830–1909) und dessen Ehefrau Helene, geborene Hasse (* 1840). Er hatte noch vier Geschwister, darunter der preußische Generalmajor Alexander von Hornhardt (* 1866).

### Militärkarriere
Hornhardt trat am 14. April 1890 als Kadett in die Kaiserliche Marine ein und avancierte nach dem Besuch der Marineschule Ende Mai 1893 zum Unterleutnant zur See. Ab Oktober 1894 versah er seinen Dienst als Wachoffizier auf der Pelikan und kam anschließend in gleicher Funktion Ende April 1895 auf die Kaiser. Das Schiff verlegte zu diesem Zeitpunkt nach Ostasien und war dort im Stationsdienst eingesetzt. Er stieg Mitte April 1896 zum Leutnant zur See auf, war ab Mitte Mai 1896 auf der Cormoran tätig und trat im Juni 1897 die Heimreise nach Deutschland an. Nach einer erneuten Verwendung auf der Pelikan erfolgte Anfang Januar 1898 seine Versetzung als Assistent zum Minenversuchskommando. Daran schlossen sich von Oktober 1898 bis September 1901 Verwendungen als Wachoffizier auf der Kaiser Friedrich III., Victoria Louise, Vineta und Kaiser Wilhelm der Große an. Für zwei Jahre war Hornhardt dann Adjutant der I. Werftdivision und wurde am 15. März 1902 Kapitänleutnant. Als Navigationsoffizier war er bis Ende September 1904 auf dem Linienschiff Kaiser Friedrich III. und wurde anschließend in den Admiralstab der Marine versetzt. Ab 1. Oktober 1907 war er als Navigationsoffizier auf dem Linienschiff Preußen und stieg am 30. März 1908 zum Korvettenkapitän auf. Anfang Oktober 1908 trat Hornhardt die Ausreise nach Shanghai an und fungierte für zwei Jahre als Kommandant auf dem im Stationsdienst eingesetzten Kanonenboot Luchs. Nach Beendigung dieser Dienstzeit reiste er nach Deutschland zurück, war ab Mitte Dezember 1910 Dezernent im Admiralstab der Marine und avancierte am 19. September 1912 zum Fregattenkapitän. Vom 1. Oktober 1913 bis zum 31. März 1914 stand Hornhardt zur Verfügung des Chefs der Marinestation der Ostsee.
Anschließend war er über den Ausbruch des Ersten Weltkriegs hinaus bis zum 16. November 1914 Kommandant des Großen Kreuzers Hansa. Hornhardt erhielt dann ein Feldkommando als Kommandeur des 3. Matrosen-Regiments an der Westfront in Flandern und wurde am 27. Januar 1915 zum Kapitän zur See befördert. Mitte Februar 1917 übernahm er das Kommando über das Großlinienschiff Prinzregent Luitpold, auf der es Anfang August 1917 auf Grund mangelhafter Versorgung der Mannschaftsdienstgrade sowie durch schlechte und teilweise schikanöse Menschenführung durch das Offizierskorps zu Gehorsamsverweigerung und Meuterei kam. Davon war auch das Schwesterschiff Friedrich der Große betroffen. Im deutschen Spielfilm Marinemeuterei 1917, welcher die Meuterei auf den beiden Großlinienschiffen und die Ergebnisse daraus aufarbeitet, wurde er 1969 von Kurt Schmitt-Mainz verkörpert.
Nach Kriegsende gab Hornhardt am 13. Dezember 1918 das Kommando ab, stand bis zum 15. Januar 1919 zur Verfügung des Chefs der Marinestation der Ostsee und fungierte dann bis zum 31. Oktober 1919 als Inspekteur der I. Marineinspektion. Anschließend in die Reichsmarine übernommen, erfolgte zum 8. November 1919 seine Ernennung zum Inspekteur des Bildungswesens der Marine sowie am 8. März 1920 seine Beförderung zum Konteradmiral. Ab dem 24. März 1920 wurde er beurlaubt, stand zunächst zur Verfügung des Chefs der Marinestation der Ostsee und ab Mitte Juni zur Verfügung des Chefs der Admiralität. Am 29. September 1920 wurde Hornhardt mit Wirkung vom 30. September 1920 aus der Marine verabschiedet.

### Familie
Am 4. November 1899 heiratete er in Münster Anna Förster (* 1872). Aus der Ehe ging der Sohn Karl (* 1901) hervor.